# هویزدونوویتسه
هویزدونوویتسه (به چکی: Hvězdoňovice) یک منطقهٔ مسکونی در جمهوری چک است که در منطقه تربیچ واقع شده‌است.
 هویزدونوویتسه ۲٫۵۹ کیلومتر مربع مساحت و ۹۹ نفر جمعیت دارد و ۵۵۱ متر بالاتر از سطح دریا واقع شده‌است.